# SEAT Exeo
SEAT Exeo je automobil střední třídy s karoserií sedan nebo kombi, vyráběný od roku 2008. Automobil vychází, jak technicky, tak designově z Audi A4 (B7).
V modelovém portfóliu SEATu v jistém ohledu nahrazuje model Exeo nepříliš úspěšné Toledo III, které bylo spíš velkým MPV, než reprezentativním modelem. To právě má Exeo změnit. SEAT se nijak netají tím, že Exeo používá techniku z Audi A4 a tím právě ujišťuje zákazníky o jeho kvalitách.

## Motory

### benzinové
- 1.6 MPI 75 kW (do konce roku 2010)
- 1.8 Turbo 110 kW (do konce roku 2010)
- 1.8 TSI 88 kW
- 1.8 TSI 118 kW
- 2.0 TSI 155 kW
- 2.0 TSI 147 kW (pouze s automatickou převodovkou Multitronic)

### naftové
- 2.0 TDI CR 88 kW
- 2.0 TDI CR 105 kW (možno i s automatickou převodovkou Multitronic)
- 2.0 TDI CR 125 kW